# City and Colour
City and Colour é um projeto de folk rock criado pelo músico canadense Dallas Green, membro do Alexisonfire. O nome City and Colour surgiu de seu próprio nome: Dallas, uma cidade, e Green, uma cor.

## História

### Sometimes(2005–2007)
O álbum foi lançado em 1 de Novembro de 2005, com uma boa recepção, descrito por um crítico como "dinamicamente delicado e vulnerável", é uma compilação de músicas lançadas para fãs na internet, se tornou o álbum de estreia. A arte da capa foi desenhada por Scott McEwan, em um estilo de tatuagem old school; Green comentou: "ainda posso ter alguma tatuagem disto no futuro".
Green afirmou que na sua opinião "o melhor tipo de música (para ele) é a música triste", influenciando o tipo de música que ele criou. Ele também disse que ele "ama a música para uma espécie de fuga" e a ideia de música triste que as pessoas pudessem se identificar. Green disse do álbum que, "muitas dessas canções são escritas em algumas das experiências que eu já passei e outras coisas e é assim que eu lido com isso. Eu só escrevo canções quando estou chateado e eu me sinto mais feliz ".  Sometimes  foi re-lançado pela Vagrant Records em 13 de janeiro de 2009, sendo a primeira vez que o álbum esteve disponível em forma física nos Estados Unidos.

### Bring Me Your Love(2008–2009)
Foi lançado em 12 de Fevereiro de 2008 e dispõe de uma grande variedade de instrumentos não utilizados em suas gravações anteriores (como gaita, banjo, bateria e lap steel), dando-lhe mais influência ao folk. O álbum também traz colaborações com outros músicos, como músico canadense Gordon Downie de Tragically Hip na faixa "Sleeping Sickness", e instrumentais adicionais feitos por Matt Sullivan e os membros da Attack in Black. O primeiro single, "Waiting...", foi lançado na página oficial no MySpace de Green pela primeira vez com um "making of" de vídeo.
O álbum tem o nome de um conto de Charles Bukowski. É também uma linha cantada na faixa de encerramento, "As Much As I Ever Could". Green afirmou em entrevistas que ele teve dificuldades ao escrever suas letras e ele viu um livro de Charles Bukowski em uma livraria enquanto estava em turnê com o Alexisonfire e adotou como título de seu novo álbum.
Em 26 de setembro de 2008, City and Colour embarcou em sua primeira turnê norte-americana, dedicada ao  Bring Me Your Love . Na turnê, a banda apoiou Tegan and Sara junto com Girl in a Coma. Essa turnê foi seguida por uma turnê nos EUA em janeiro de 2009, com o apoio de William Elliott Whitmore. Em outubro de 2008, a Dine Alone Records anunciou uma edição especial de Bring Me Your Love para ser lançada em 2 de dezembro de 2008. Somente 6.000 cópias foram disponibilizadas; 5.000 para a América do Norte e 1.000 para a Austrália. No Canadá, quando a gravadora disponibilizou o álbum em pré-venda em 20 de novembro de 2008, muitos fãs tentaram realizar a pré-encomenda ao mesmo tempo e o site da loja caiu.

### Little Hell(2010–2012)
Em janeiro de 2010, City and Colour embarcou em mais uma turnê pelos Estados Unidos dedicada ao "Bring Me Your Love", com o apoio de Lissie, e uma turnê adicional pelo Reino Unido em junho de 2010, apoiando P! nk, junto com Butch Walker e outras atrações. Nestas turnês, Dallas Green executou duas músicas novas: "Silver and Gold" e "Oh Sister", assim como alguns covers "Murderer", música de Low, e "Grinnin 'In Your Face", música de Son House. Em uma entrevista com a Alter Press, Green revelou que havia escrito um monte de músicas novas e ele só precisava gravá-las para o seu próximo álbum, insinuando sobre a possível data do lançamento de seu terceiro álbum de estúdio (início de 2011). Ele também mencionou que havia 15 músicas que ele realmente havia gostado e esperava cerca de 10 para aparecer em seu próximo álbum.
Em 2 de setembro de 2010, foi anunciado no MTV News Canada que Dallas tinha estado no estúdio com Polaris Prize e Shad trabalhando em um remix de uma música de Shad, bem como uma canção original para ser lançado como um vinil 12" single. Dallas foi citado como dizendo" Eu sempre quis ser a Mary J. Blige para alguém". O remix é a canção de Shad "Listen" de seu último álbum TSOL, e a nova música que Dallas co-escreveu, intitulada "Live Forever". Em 30 de setembro de 2010, foi anunciado que as gravações de seu terceiro álbum de estúdio estava prevista para janeiro de 2011, depois de realizar a demo de 14 músicas. "Há um monte de canções musicalmente incomuns." Green disse sobre o registro, "Nessas músicas há muito mais piano, teclados e coisas assim. E há algumas canções um pouco rock, se isso faz algum sentido, não uma espécie de heavy metal e tudo mais, mas apenas um pouco mais otimista do que o que você está acostumado a ouvir de mim.
Em 9 de novembro de 2010, Dallas anunciou via Twitter que iria lançar um novo single no iTunes chamados "At the Bird's Foot", que estará em um álbum de compilação chamado Gasoline Rainbows', que também dispõe de novas canções de artistas como Damien Rice e Amy Kuney. A canção foi escrita por Dallas em resposta ao vazamento de petróleo no Golfo. Todas os lucros do álbum irá diretamente para a Global Green EUA.
Em 5 de abril de 2011, "Fragile Bird", o primeiro single Little Hell foi lançado para o rádio. A canção teve sua estreia mundial na estação de rádio australiana Triple J, onde a banda estava em turnê. Foi o primeiro single a ficar em primeiro lugar nas mais tocadas das rádios canadense. City and Colour foi anunciado como uma das atrações da The Voodoo Experience 2011, que é realizada no Parque da Cidade em New Orleans, Louisiana em 28 e 30 de outubro. Em 5 de agosto de 2011, Alexisonfire anunciou sua separação. George Pettit escreveu uma mensagem no site oficial da banda dizendo que Dallas estava planejando se concentrar em City and Colour, pois equilibrar as duas bandas se tornou muito difícil.
Em novembro de 2012, Green está de volta ao estúdio gravando o sucessor de Little Hell.
Em 17 de dezembro de 2012, Biffy Clyro anunciou que City and Colour seria convidado especial principal em sua gigantesca turnê de 2013, em apoio do seu novo álbum.

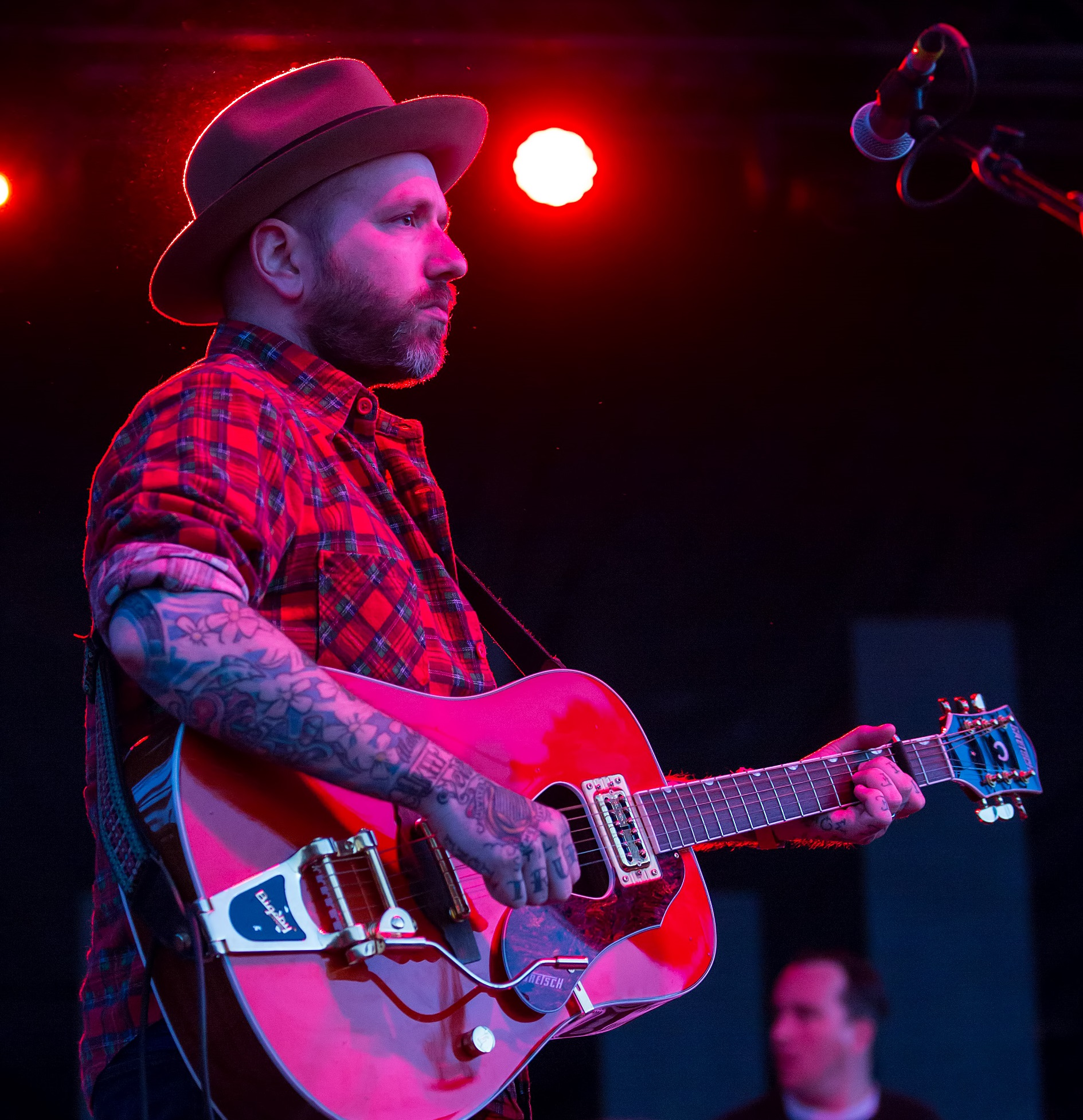
City And Colour em 2014.

### The Hurry and the Harm(2013)
Quarto álbum de City And Colour, foi lançado em 4 de junho de 2013. A lista de músicas inclui 12 canções e a versão deluxe iTunes especial, inclui três faixas adicionais em um total de 15 novas canções. A canção "Of Space and Time" foi lançada no dia 11 de março de 2013 e a canção "Thirst", foi lançada em 1 de Abril de 2013 em sua página oficial do Soundcloud. A capa do álbum mostra o rosto de Dallas Green, o que foi estranho para ele, já que ele sempre quis que a sua música não fosse sobre si mesmo. Em sua primeira semana vendeu 23.000 cópias e é o álbum que mais vendeu em uma semana no Canadá, ficando também em #16 na parada US Billboard 200.
Em outubro de 2014, City and Colour foi selecionado como atração principal para a grande inauguração do Meridian Centre, novo hockey de St. Catharines atraindo mais de 5.000 fãs.

### If I Should Go Before You (2015)
City and Colour anunciou o lançamento do novo álbum intitulado If I Should Go Before You de ser lançado em 9 de outubro de 2015. A canção "Woman" foi lançada exclusivamente no Beats 1 station na Apple Radio em 15 de julho de 2015 apresentado por Zane Lowe.

### Guide Me Back Home (2018)
Em setembro de 2018, foi anunciado o lançamento de uma nova compilação de músicas ao vivo chamada Guide Me Back Home. Foi gravado durante a turnê canadense "An Evening with City and Colour Solo Canadian tour" em 2017, para ser lançado digitalmente em 5 de outubro de 2018 e de forma física em 23 de novembro de 2018, pela Still Records, uma nova gravadora criada pelo próprio Dallas Green. Três faixas do álbum foram lançadas digitalmente em 21 de setembro de 2018, "Casey's Song", "Sensible Heart" e "As Much as I Ever Could". Outras três faixas foram lançadas uma semana depois, em 21 de setembro de 2018, "The Girl", "O'Sister" e "Lover Come Back". 

### A Pill for Loneliness (2019)
Em 3 de junho de 2019, City and Colour estreou sua primeira música nova em quatro anos chamada "Astronaut" e também anunciou uma turnê norte-americana de 22 datas começando em outubro de 2019. Um outro single chamado "Strangers" foi lançado em 21 de junho. No dia 15 de agosto de 2019, o álbum da banda A Pill for Loneliness foi anunciado e à meia-noite do dia 16 de agosto, uma terceira música, "Living in Lightning", também foi lançada como single. O álbum foi lançado em 4 de outubro de 2019. 

### The Love Still Held Me Near (2023)
Em uma entrevista de junho de 2021, Green afirmou que tinha "Um disco totalmente novo, escrito e gravado" para City and Colour. Em 19 de janeiro de 2023, Green anunciou o título de seu próximo álbum, The Love Still Held Me Near, bem como sua data de lançamento, 31 de março de 2023.

### Shows no Brasil
Pela primeira vez com City and Colour, Dallas Green se apresentou no Brasil em 2015. Os shows aconteceram em março durante 3 noites em SP e no dia 14 de março no Rio de Janeiro. O show do Rio de Janeiro foi realizado através dos empolgados do Queremos!. Em janeiro de 2016, City And Colour anunciou 4 shows no Brasil em abril pela sua turnê na América do Sul. Em 2024, City and Colour retornou ao Brasil para realizar dois shows no mês de junho.

## Ligações Externas
- Website Oficial
- City and Colour (em inglês) no AllMusic
- City and Colour no Myspace